# Alderman Lesmond
Alderman Lesmond (Micoud, 7 luglio 1978) è un ex calciatore americo-verginiano, di ruolo attaccante.

## Carriera

### Club
Ha sempre giocato nel campionato americo-virginiano.

### Nazionale
Ha esordito in Nazionale nel 2011.